# Johan Filip von Krusenstierna
Johan Filip von Krusenstierna (även Johan Philip von Krusenstierna, skrev sig själv von Kruusenstiern), född 1626, död 1659, var åren 1656–1658 den andre guvernören över den svenska handelskolonin Svenska Guldkusten.

## Tidiga liv
Familjen var av tyskt ursprung och kom från Sachsen-Anhalt där hans farfar och farfarsfar varit pastorer. Familjen flyttade senare till Reval där fadern Philip Crusius, adlad von Kruus, var hertigligt råd och diplomat. 1644 inträdde denne i svensk tjänst och adlades 1649 av Drottning Kristina. Krusenstierna var son i faderns första gifte med Barbara Voigt, han gifte sig med Maria Usselinck (Usselind), paret fick senare en son.
1635–1645 åtföljde han sin far under dennes resor i Persien, och ingick från 1649 i Schwarzenhäuptergillet i Reval. Han var den som ombesörjde ättens introduktion på Svenska riddarhuset 1650. På grund av en konflikt med ätten Kruuse om namnet gick han med på att ändra namnet till "anten Krusenstiern eller något annat opræjudicerligit".
Senare blev Krusenstierna militär och började därefter arbeta för det Svenska Afrikanska Kompaniet. 

## Förvaltare över Cabo Corso

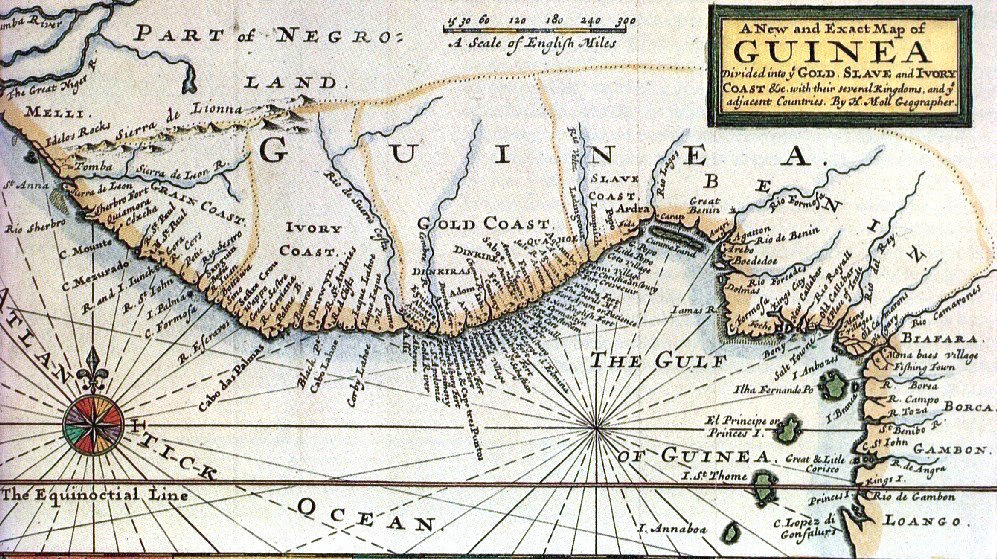
Kolonin Cabo Corso 1650–1663 vid Guldkusten.

Efter att Henrik Carloff 1650 inlett uppbyggandet av kolonin utsågs Krusenstierna som den nye guvernören och avseglade till Cabo Corso dit han anlände i februari 1656.
Carloff lämnade förargad kolonin och reste till Danmark och återvände i januari 1658 med fartyget "Glückstadt". Den 27 januari 1658 erövrades Fort Carolusborg som endast förfogade över 16 stridsdugliga män. Krusenstierna avsattes och arresterades, kompaniets tillgångar (däribland cirka 185 kg guld och flera ton elfenben) samt fartyget "Stockholms slott" beslagtogs och området gjordes till en del av den Danska guldkusten.

## Senare liv
Den danska ockupationen slutade 1659 och efter Freden i Köpenhamn 1660 efter det andra danska kriget skulle kolonin till slut återlämnas och Krusenstierna återinsattes som guvernör (förordnandet gällde egentligen till 1660). Det visade sig dock då att Carloffs underbefälhavare Schmidt redan i mars 1659 i sin tur hade sålt kolonin till Nederländerna och försvunnit med pengarna.
Krusenstierna frigavs redan 18 juni 1658 men återvände aldrig till Cabo Corso utan deltog senare samma år i belägringen av Köpenhamn. Han bevistade ombord på ett svenskt flottfartyg sjöslaget i Öresund mot holländarna 29 oktober 1658. Krusenstierna avled 1659 på Kronborgs slott och begravdes i Sankt Mariæ Kirke (Sankt Mariekyrkan) i Helsingör.